# Dysschema nubila
Dysschema nubila là một loài bướm đêm thuộc phân họ Arctiinae, họ Erebidae.